# Wu Wenbing
Wu Wenbing (伍文兵S, Wǔ WénbīngP; Xingning, 13 novembre 1967) è un ex calciatore cinese, di ruolo centrocampista.